# Neolamprologus cancellatus
Neolamprologus cancellatus är en fiskart som beskrevs av Aibara, Takahashi och Nakaya 2005. Neolamprologus cancellatus ingår i släktet Neolamprologus och familjen Cichlidae. Inga underarter finns listade i Catalogue of Life.